# Strongylopus rhodesianus
Strongylopus rhodesianus é uma espécie de anfíbio da família Pyxicephalidae.
Pode ser encontrada nos seguintes países: Moçambique e Zimbabwe.
Os seus habitats naturais são: regiões subtropicais ou tropicais húmidas de alta altitude, matagal tropical ou subtropical de alta altitude, campos de altitude subtropicais ou tropicais e rios.
Está ameaçada por perda de habitat.